# ヴァイオリン協奏曲 (エルガー)
エルガーのヴァイオリン協奏曲 ロ短調 作品61は、1910年に作曲されたヴァイオリンとオーケストラのための協奏曲である。

## 曲の構成
通例どおりに以下の3楽章からなる。
1. アレグロ（ロ短調）
2. アンダンテ（変ロ長調）
3. アレグロ・モルト（ロ短調～ロ長調）

非常に厳粛でロマンティックな作品であり、とりわけ第2楽章がそのような性質を持つ。第1楽章は古典的な協奏的ソナタ形式を踏まえて、オーケストラのみによる主題呈示部がもうけられ、ヴァイオリン独奏による主題の確保が後に続く。第3楽章はとりわけヴァイオリンの超絶技巧が要求され、ダブル・ストップや急速なアルペッジョ、さらに作曲者が考案した"ピツィカート・トレモロ"が目立っている。所要時間は最低45分を要しており、ヴァイオリン協奏曲の歴史の中では比較的に演奏時間の長い作品である（他には50分に及ぶアラン・ペッタションのヴァイオリン協奏曲2番や、ノーカット版では60分弱におよぶレーガーのヴァイオリン協奏曲などがある）。
フリッツ・クライスラーに献呈されたが、クライスラーはあまりこの作品を好まなかったのか、録音を残していない。歴史的名ヴァイオリニストのうちこの作品を好んだのは、ヤッシャ・ハイフェッツであろう。ユーディ・メニューインは、作曲者自身の指揮によって録音を残した。その後もなかなか実演や録音の機会に恵まれなかったが、イダ・ヘンデルの他、チョン・キョンファ 、イツァーク・パールマンやナイジェル・ケネディ、ヒラリー・ハーンらによって積極的に録音されるようになった。

## 楽器編成
独奏ヴァイオリン、フルート2、オーボエ2、クラリネット（A管）2、ファゴット2、コントラファゴット1（任意）、ホルン（F管）4、トランペット（A管）2、トロンボーン3、テューバ1（任意）、ティンパニ、弦楽合奏